# Waleri Bożinow
Waleri Emiłow Bożinow (bułg. Валери Емилов Божинов, ur. 15 lutego 1986 w Gornej Orjachowicy) – bułgarski piłkarz, który występował na pozycji napastnika. W latach 2004-2015 reprezentant Bułgarii. Uczestnik Mistrzostw Europy 2004.

## Kariera klubowa
Wychowywał się na Malcie, dokąd w wieku dwunastu lat wyjechał wraz z rodzicami - ojczymem, byłym piłkarzem Saszo Angełowem, reprezentantem Bułgarii w latach 90., oraz matką Pepą, byłą koszykarką. Kiedy miał czternaście lat został dostrzeżony przez Pantalea Corvina, ówczesnego dyrektora sportowego US Lecce, który zaproponował mu kontrakt. Bożinow był zawodnikiem tego klubu przez cztery lata; w tym czasie - 22 stycznia 2002 roku - zadebiutował w Serie A i do dziś jest najmłodszym zagranicznym graczem, jaki kiedykolwiek grał we włoskiej ekstraklasie (miał wówczas piętnaście lat). Dzięki udanej rundzie jesiennej sezonu 2004/2005 (jedenaście goli) przeszedł do ACF Fiorentiny, gdzie zresztą sprowadził go Corvino. W sezonie 2006/2007 przebywał na wypożyczeniu w drugoligowym Juventusie.
Po roku powrócił do Fiorentiny, ale odmówił podpisania długoterminowego kontraktu, więc został wystawiony przez władze klubu na listę transferową. Pozyskaniem młodego Bułgara zainteresowane były AC Milan, S.S. Lazio, US Palermo i Valencia CF (której ofertę odrzucił). Ostatecznie Bożinow dał się przekonać Svenowi-Göranowi Erikssonowi i na początku sierpnia dołączył do swojego kolegi z kadry Martina Petrowa w Manchesterze City.
19 sierpnia na początku meczu ligowego z Manchesterem United doznał poważnej kontuzji, której leczenie - wedle pierwszych prognoz - miało potrwać aż do stycznia 2008 roku. Bożinow kurował się jeszcze dłużej: na boisko powrócił dopiero w połowie lutego, zresztą już w pierwszym spotkaniu, z Newcastle United, strzelił gola.
W lipcu 2009 roku został wypożyczony do Parmy, gdzie w sezonie 2009/2010 rozegrał 30 ligowych meczów i zdobył osiem bramek. 4 lipca 2010 roku został sprzedany do tego zespołu

## Kariera reprezentacyjna
W seniorskiej reprezentacji Bułgarii (wcześniej regularnie występował w kadrze U-21) zadebiutował podczas spotkania Euro 2004 z Włochami (1:2). Wielu komentatorów tłumaczyło porażkę podopiecznych Płamena Markowa na tym turnieju (3 przegrane, bramki 1:9) m.in. brakiem zaufania selekcjonera do utalentowanego osiemnastolatka. Początkowo także następca Markowa Christo Stoiczkow nie wierzył w możliwości młodego zawodnika; Bożinow wywalczył miejsce w pierwszej jedenastce reprezentacji dopiero podczas eliminacji do Euro 2008.

## Sukcesy piłkarskie
- awans do Serie A w sezonie 2002/2003 z US Lecce
- awans do Serie A w sezonie 2006/2007 z Juventusem
- ćwierćfinał Pucharu UEFA 2009 z Manchesterem City